# 井口典夫
井口 典夫（いぐち のりお、1956年5月10日 - ）は、日本の都市経済学者。青山学院大学総合文化政策学部教授。専門は、都市政策論、文化政策論。

## 経歴
東京都渋谷区神宮前生まれ。東京大学工学部卒業。筑波大学大学院経営政策科学研究科修士課程修了。
大学卒業後、運輸省入省。海運局外航課企画係主査、筑波大学大学院に出向（国費留学・経済政策研究分野）後、財団法人電力中央研究所経済研究所主査研究員を経て、1994年、青山学院大学経営学部助教授。同教授を経て、2008年より同大学総合文化政策学部教授。同大学社学連携研究センター所長。
クリエイティブ・シティや地域社会活動に造詣が深く、特定非営利活動法人渋谷・青山景観整備機構理事長、特定非営利活動法人明日の神話保全継承機構理事、財団法人東京都歴史文化財団運営諮問委員会委員などを務める。
1998年、青山学院学術褒賞受賞（『現代交通産業の実証分析-企業性と社会性からの評価』にて）、2003年、渋谷区きれいなまちづくり功労者賞受賞。

## 著書
- 『現代交通産業の実証分析-企業性と社会性からの評価』 輸送経済新聞社、1997年
- 『公益事業の評価と展望』（東海幹夫、浅沼美忠、井口典夫、野村宗訓） 日本評論社、1999年
- 『成熟都市のクリエイティブなまちづくり』 宣伝会議〈青山学院大学総合研究所叢書〉、2007年
- 『青山文化研究―その歴史とクリエイティブな魅力』 宣伝会議〈青山学院大学総合研究所叢書〉、2011年